# Даниліха (Гірськомарійський район)
Данилі́ха (рос. Данилиха, марій. Данилиха) — присілок у складі Гірськомарійського району Марій Ел, Росія. Входить до складу Троїцько-Посадського сільського поселення.

## Населення
Населення — 10 осіб (2010; 17 у 2002).
Національний склад (станом на 2002 рік):
- росіяни — 94 %